# Tschechoslowakische Fußballnationalmannschaft (U-17-Junioren)
Die tschechoslowakische U-17-Fußballnationalmannschaft war eine Auswahlmannschaft tschechoslowakischer Fußballspieler. Sie unterlag der Československý fotbalový svaz und repräsentierte sie international auf U-17-Ebene, etwa in Freundschaftsspielen gegen die Auswahlmannschaften anderer nationaler Verbände, bei U-16-Europameisterschaften und U-17-Weltmeisterschaften.
Die Mannschaft wurde 1990 Europameister und erreichte 1993 den dritten Platz.
Bei der WM 1993 in Japan schied sie im Viertelfinale gegen Chile aus.

## Teilnahme an U-17-Weltmeisterschaften
(Bis 1989 U-16-Weltmeisterschaft)
| 1985 | nicht qualifiziert |
| 1987 | nicht qualifiziert |
| 1989 | nicht qualifiziert |
| 1991 | nicht qualifiziert |
| 1993 | Viertelfinale      |

## Teilnahme an U-16-Europameisterschaften
| 1982 | nicht qualifiziert |
| 1984 | nicht qualifiziert |
| 1985 | nicht qualifiziert |
| 1986 | Vorrunde           |
| 1987 | Vorrunde           |
| 1988 | nicht qualifiziert |
| 1989 | nicht qualifiziert |
| 1990 | Europameister      |
| 1991 | nicht qualifiziert |
| 1992 | nicht qualifiziert |
| 1993 | 3. Platz           |
| 1994 | Vorrunde           |